# Célestin Anatole Calmels

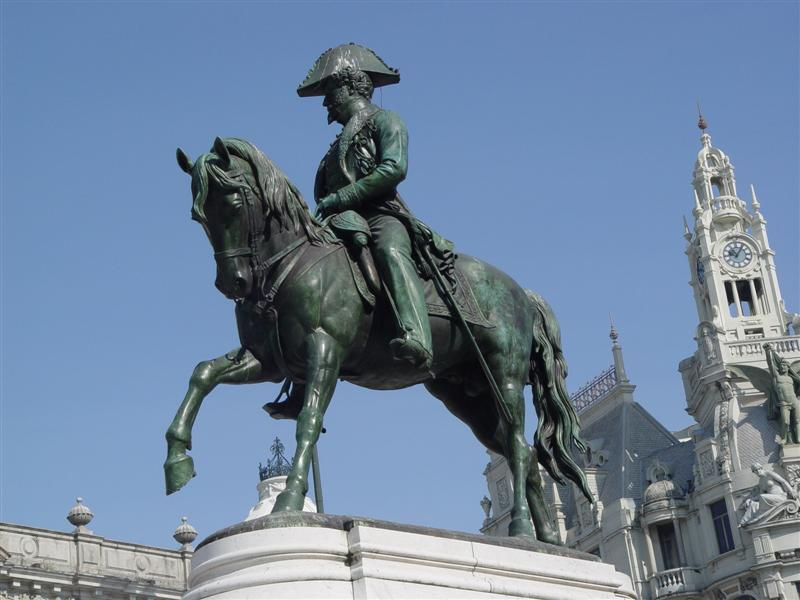

Célestin Anatole Calmels (1822-1906) foi um escultor francês, que passou grande parte da sua vida em Portugal.
Está sepultado no Jazigo dos Duques de Palmela

## Obras
- Esculturas da Glória coroando o Génio e o Valor, na parte superior do Arco da Rua Augusta - Lisboa
- Monumento a D. Pedro IV - Porto
- Monumento a Mouzinho da Silveira - Margem - Gavião
- Esculturas no Palácio de São Bento - Busto de Silva Passos na Biblioteca, medalhões com efígies do Duque de Palmela e D. Guilherme na Sala das Sessões da antiga Câmara dos Pares, busto de Francisco Simões Margiochi no átrio, e o grupo escultórico talhado por Leandro Braga.
- Grupo escultórico do frontão da Câmara Municipal de Lisboa
- Alegorias ao trabalho e à força moral do portal do Palácio Palmela - Lisboa